# Osnova (parti politique)
Ne doit pas être confondu avec Osnova.
Osnova (ukrainien : Основа qui signifie « la base » en ukrainien) est le nom d'un parti politique ukrainien, créé le 10 février 2017.
Le chef de ce parti est Andriy Nikolaïenko (en). Ses autres dirigeants sont Serhiy Tarouta (membre du parlement) et Volodymyr Polotchaninov (en).
Le parti affiche une idéologie et des principes basés sur un conservatisme libéral et la démocratie.

## Gouvernance, organisation
Le parti est présent dans 22 oblasts, 29 villes et 52 raïons.

## Historique
Le 22 septembre 2018, lors d'un congrès du parti tenu à Kiev, 87 % de ses membres votent pour l'approbation des résultats des primaires générales du parti, ce qui aboutit à proposer le député Serhiy Tarouta comme candidat à la présidence de l'Ukraine pour l'élection présidentielle de 2019,.
Lors de ce congrès, une ébauche de plate-forme du parti, ébauche baptisée Nacha Osnova (ukrainien : Наша Основа qui peut être traduit par « Notre base ») liste les principaux objectifs du parti : la sécurité, le développement économique, le rôle de l'Ukraine en tant que pont entre l'Europe et l'Asie, le développement technologique et l'amélioration du bien-être de ses citoyens.
Le 20 juillet 2018, le chef du parti Andriy Nikolayenko signe un mémorandum pour s'associer à la Doctrine "Ukraine 2030 (ukrainien : Доктрина "Україна 2030" (Doktryna "Ukrayina 2030"). Le développement rapide est devenu la stratégie économique du parti.
Un mois plus tard, le 20 août, le parti signe un protocole de coopération avec l'Organisation non gouvernementale le Ruban blanc ukrainien : Біла Стрічка, qui lutte contre contre la violence domestique, en visant à unifier les efforts pour protéger les droits des femmes dans la société, en particulier le soutien aux initiatives de genre, la diffusion d'informations sur la violence à l'égard des femmes et une assistance juridique.
Le 16 mars 2019, deux semaines et un jour avant l'élection, Serhiy Tarouta promet que son équipe de campagne soutient la candidature à l'élection présidentielle de Ioulia Tymochenko. Cependant, le nom de Tarouta n'est pas retiré du scrutin, car le 7 mars était le dernier jour où les candidats pouvaient retirer leur nom du scrutin.
Lors des élections législatives de juillet 2019, Serhiy Tarouta est placé en deuxième position sur la liste de l'Union panukrainienne « Patrie » (en ukrainien : Всеукраїнське об'єднання "Батьківщина" (Vséoukraïns'ké ob'yednannia « Bat'kivchtchyna »), parfois abrégé en VOB), un parti politique dirigé par Ioulia Tymochenko. Le chef du parti Osnova, Andriy Nikolayenko, est présent en 19e position sur cette liste. Lors des élections, le VOB remporte 8,18 % des voix et 26 députés (dont deux élus dans des circonscriptions).
Lors des élections locales de 2020, le parti obtient 19 députés (avec 0,04 % des voix).

## Résultats électoraux

### Élections locales
| Année | %    | Élus       | Rang |
| ----- | ---- | ---------- | ---- |
| 2020  | 0,04 | 19 / 42501 |      |